# Breathe (Nickelback)
Breathe è un brano musicale del gruppo canadese di genere rock Nickelback, pubblicato nel dicembre 2000 come terzo singolo tratto dall'album The State.
È stato utilizzato nel film fantasy del 2002 Clockstoppers.

## Classifiche
- Hot Mainstream Rock Tracks: #10[1]
- Modern Rock Tracks: #21[1]